# 日学
日学株式会社（にちがく）は、東京都品川区に本社があるホワイトボード・黒板メーカー。1957年（昭和32年）設立。

## 会社概要
1950年（昭和25年）に吉田商店として発足し、小中学校向けの教材教具の販売とともに、ホーロー黒板・白板・マグネット画鋲を開発し、販売を開始する。また、ヤマハ音楽教室の音楽五線黒板として採用されている。
1968年（昭和43年）には日本ガイシと共同開発したアルミホーロ黒板やホワイトボードの製造発売している。
また、ホワイトボードや電子黒板など常に先進的な製品を開発する企業でもある。その他、オーダーメードホワイトボードや掲示板・案内板・屋外掲示板なども製造・販売している。

## 主な商品
- ホワイトボード・黒板
- 電子黒板
- インタラクティブホワイトボード・掲示板・案内板
- オーダーメードホワイトボード

など

## 創業者
創業者の吉田富雄（1918年石川県生まれ）は、明治40年創業の山代温泉「花屋旅館」（のちのホテル百万石）創業家の吉田初太郎ととよの四男として生まれる。1935年に石川県立大聖寺中学校を卒業後、1939年に日本統治下の台湾の屏東師範学校演習科を中退し、台湾鉄工所入社、1942年にマニラ支社工員養成所副所長となったが、敗戦で帰国、京都府舞鶴出張所通訳を経て1950年に「吉田教材教具店」を開業。1957年に「日本学校用品」を設立して専務となり、1959年に社長、1974年に「日学」に改称、1993年に会長就任。日学科学技術振興記念財団理事長。
長男・吉田用親（一橋大学商学部卒）は日学社長、長女・慶子は東洋曹連工業会長・青木周吉（青木周三長男）の長男の妻。富雄は13人兄弟で、双子の実弟である小黒末雄は日本硬質陶器社長・小黒安雄の養子となり、陸軍士官学校を出て国際観光ホテル取締役、友美堂（帝国ホテル内の画廊）社長となった。末雄の孫に小黒一正がいる。富雄の甥に富士重工副社長の吉田信彦、ホテル百万石創業社長の吉田豊彦、その弟で同会長の吉田博示、加賀市長の矢田松太郎がいる。